# Smicridea caligata
Smicridea caligata is een schietmot uit de familie Hydropsychidae. De soort komt voor in het Neotropisch gebied.